# Li Tianma
Li Tianma, né le 18 octobre 2001, est un skieur acrobatique chinois spécialisé dans le saut acrobatique.

## Palmarès

### Championnats du monde
- Championnats du monde 2023 à Bakouriani (Géorgie) :
  -  Médaille d'argent en saut par équipes.

### Coupe du monde
- 3 podiums dont 1 victoire.

#### Détails des victoires
| Épreuve / Édition | Sauts   |
| ----------------- | ------- |
| 2024-2025         | Beidahu |